# Oligia intermedia
Oligia intermedia là một loài bướm đêm trong họ Noctuidae.